# 俺たちの時代 (西城秀樹の曲)
「俺たちの時代」（おれたちのじだい）は、西城秀樹の33枚目のシングル。1980年6月5日にRCAから発売された。

## 解説
「YOUNG MAN (Y.M.C.A.)」、「ホップ・ステップ・ジャンプ」に続く、青春讃歌の第3弾として発売された。
夏季モスクワ・オリンピックの日本人選手の応援歌に選出され、同オリンピックのキャンペーン生番組『オリンパソン'80』（テレビ朝日系）で、発売に先駆けて披露された。ところが日本が政治的理由で参加をボイコットしたため、発売当初の陸上競技をイメージしたジャケットが途中で差し替えられた。
オリコンでは最高位6位（100位内10週）、15.2万枚のセールスだった。

## 収録曲
（全作曲：水谷公生／編曲：佐藤準）
1. 俺たちの時代
原作詞：熊野昌人／補作詞：たかたかし
2. ムーンライト・ダンシング
作詞：三浦徳子

## 収録アルバム
- 『BIG SUNSHINE/西城秀樹』